# Anne McDaniels
Anne Karen McDaniels (* 13. Juli 1977 in St. Croix Falls, Wisconsin; †  26. April 2024 in Los Angeles) war eine US-amerikanische Schauspielerin und Model.

## Leben
Anne McDaniels wurde in St. Croix Falls im US-Bundesstaat Wisconsin geboren und wuchs bei ihrer Mutter in der Stadt Barron auf. In ihrer Highschool war sie Captain des Tanzteams. Sie studierte Marketing & International Business an der University of Minnesota. Nach dem Abschluss des Studiums arbeitete sie in einem Fortune 100-Unternehmen. Währenddessen begann sie zu modeln und wurde Cheerleader beim NFL-Team der Minnesota Vikings. Sie begann als Model in Manhattan zu arbeiten und nahm in New York Schauspielunterricht. Nach ersten kleineren Rollen in verschiedenen Kurzfilmen folgten Engagements für TV-Serien und Filme.

## Filmografie (Auswahl)

### Filme
- 2008: Death on Demand
- 2009: Love Life – Liebe trifft Leben (Komt een vrouw bij de dokter)
- 2009: Drama Kings
- 2011: Apocalypse, CA
- 2012: Attack of the 50 Foot Cheerleader
- 2012: Legion of the Black
- 2013: Poseidon Rex
- 2014: Nightcrawler – Jede Nacht hat ihren Preis (Nightcrawler)
- 2016: Rock and Roll: The Movie
- 2019: Ad Astra – Zu den Sternen (Ad Astra)

### Fernsehserien
- 2009: The Tonight Show with Conan O’Brien
- 2011: Mating 101
- 2011–2015: Conan
- 2013: All About Lizzie
- 2013–2014: CSI: Vegas
- 2013–2015: Blood Relatives
- 2015: Happyish